# 绿药淫羊藿
绿药淫羊藿（学名：Epimedium chlorandrum）为小檗科淫羊藿属下的一个种。

## 扩展阅读
- 維基物種上的相關：绿药淫羊藿